# Ујед анђела
Ујед анђела је југословенски филм први пут приказан 10. јула 1984. године. Режирао га је Лордан Зафрановић а сценарио су написали Томислав Сабљак и Лордан Зафрановић.

## Радња
На изоловано острву Свецу светионичар и његова жена добијају поруку да тајанствени једриличар силује и убија жене на усамљеним отоцима. Светионичар и жена му отуђени су једно од другог, а она је у стању сталне тескобе и сексуалне надражености. Поред њих двоје, на отоку живе још само стари барба и болесна девојка. Тајанствени обнажени мушкарац искрца се на острву...

## Улоге
| Глумац           | Улога                        |
| ---------------- | ---------------------------- |
| Каталин Ладик    | Дора, жена чувара светионика |
| Борис Краљ       | Чувар светионика             |
| Марина Немет     | Иванка, девојка              |
| Чарлс Милот      | Ујак                         |
| Борис Блажековић | странац                      |
| Винка Сканси     | Дублерка Марине Немет        |